# Gäddtjärnen (Bollnäs socken, Hälsingland, 678397-151663)
Gäddtjärnen är en sjö i Bollnäs kommun i Hälsingland och ingår i Testeboåns huvudavrinningsområde. Sjön är 2,3 meter djup, har en yta på 0,128 kvadratkilometer och är belägen 364,2 meter över havet.

## Delavrinningsområde
Gäddtjärnen ingår i det delavrinningsområde (678376-151581) som SMHI kallar för Inloppet i Långsjön. Medelhöjden är 380 meter över havet och ytan är 9,31 kvadratkilometer. Räknas de 3 avrinningsområdena uppströms in blir den ackumulerade arean 33,1 kvadratkilometer. Avrinningsområdets utflöde Testeboån (Grannäsån) mynnar i havet. Avrinningsområdet består mestadels av skog (91 procent). Avrinningsområdet har 0,13 kvadratkilometer vattenytor vilket ger det en sjöprocent på 1,4 procent.